# 多板箱魨
多板箱魨為輻鰭魚綱魨形目鱗魨亞目箱魨科的其中一種，為溫帶海水魚，分布於西南太平洋的紐西蘭及澳洲東部海域，棲息深度132公尺，體長可達14.3公分，棲息於底層水域，生活習性不明。